# Apollobuurt (Amsterdam)
L'Apollobuurt est un quartier d'Amsterdam qui fait partie de l'arrondissement (stadsdeel) d'Amsterdam Zuid, au sud de la ville. Réputé pour ses habitations spacieuses et luxueuses, l'Apollobuurt est également caractérisé par ses rues qui portent des noms tirés de l'Antiquité grecque (d'où le nom du quartier) ou rendent hommage à des peintres ou de grands compositeurs.  Il faisait en outre partie du Plan Zuid imaginé par Hendrik Petrus Berlage au début du XXe siècle, et qui devait diviser la partie sud de la ville entre un arrondissement destiné aux familles aisées (Apollobuurt et Stadionbuurt) et un quartier réservé aux classes moyennes (Rivierenbuurt). 
Les principaux axes de circulation du quartier sont l'Apollolaan (nl), le Stadionweg (nl) ainsi que la Beethovenstraat (nl) qui est réputée pour ses nombreux commerces. 